# Fundulus grandis
Fundulus grandis (Baird & Girard, 1853), è un pesce d'acqua dolce e salmastra appartenente alla famiglia Fundulidae.

## Distribuzione e habitat
Questa specie è diffusa in Nordamerica, nella fascia compresa tra la Florida, le Key West e Cuba, dove abita acque dolci. Abita canali e polle erbose, evitando aree interessate da marea.

## Descrizione
F. grandis presenta un corpo allungato, compresso ai fianchi, piuttosto tozzo, con pinna dorsale e anale arretrate, e coda a delta. Le altre pinne sono arrotondate. La livrea è semplice: su un colore di fondo bruno, con riflessi metallici, vi sono numerose fasce verticali argentate e metallizzate, talvolta formate da puntini ravvicinati. Il ventre è argenteo, le pinne pettorali e le ventrali sono gialle, le altre sono brune, puntinate di bianco e orlate di giallo vivo. Raggiunge una lunghezza massima di 18 cm.

## Biologia
Non è un killifish stagionale.

## Riproduzione
La femmina depone le uova, trasparenti, subito fecondate dal maschio, nel fondo limaccioso. Non vi sono cure parentali.

## Alimentazione
Si nutre di piccoli crostacei e invertebrati.

## Acquariofilia
È una specie allevata soprattutto da appassionati poiché è difficile da mantenere in acquario.